# Голубицкий, Сергей Михайлович
Сергей Михайлович Голубицкий (род. 11 июля 1962) — российский филолог, писатель, журналист, финансовый аналитик, специалист по интернет-трейдингу.

## Биография
В 1984 году окончил с красным дипломом филологический факультет МГУ имени М. В. Ломоносова (отделение романских языков) и в 1989 году там же защитил диссертацию на соискание учёной степени кандидата филологических наук по теме «Поэтика цикла романов „Ф“ Димитру Раду Попеску».
По собственным утверждениям, свободно владеет английским, французским, немецким, португальским и румынским языками; читает на новогреческом; знаком с хинди и ивритом; изучал венгерский.
С 1984 по 1988 год — младший научный сотрудник Института мировой литературы Академии наук СССР, переводчик с английского, португальского и румынского языков в Союзе писателей СССР и Союзе кинематографистов СССР.
С 1988 по 1993 год — соучредитель Foreign Trade Ltd., совместного американо-российского предприятия по продаже медицинского оборудования и лекарственных препаратов. С 1993 по 2002 год — член правления Myriad Ltd. (Портленд, США), компании, разрабатывающей обучающие курсы по биржевому трейдингу.
В 1999 году создал первую в России школу дистанционного обучения трейдингу vCollege. Является автором термина «интернет-трейдинг». Разработчик мультимедийного курса «TeachPro Internet Trading».
С 1996 года — автор колонок о бизнесе, экономике, финансах и информационных технологиях в российских журналах:
- «Компьютерра» (первые публикации в 1996 году; колонка «Голубятня» в «бумажной» версии журнала — с 1999 по 2009 год; в электронной версии журнала — с 2009 по 2014 годы; колонка «Битый пиксель» в рамках обновленной версии портала издания с февраля 2013 года по март 2014 года[6]);
- «Бизнес-журнал» (первый главный редактор журнала, созданного на базе журнала «Компьюнити»; автор колонок «Apparebit» — 1999 год и 2004 год; «Великие аферы XX века» — 2003 год; «Чужие уроки» — с 2004 года по июль 2014 года; а также блога о бизнесе на портале издания с февраля 2013 года по июль 2014 года).

В 1998 году автор музыкальных рецензий для портала CDRU.com.
С сентября 2011 года по февраль 2013 года автор ежедневных комментариев по финансовой тематике в Национальной деловой сети.
В разное время был колумнистом в журналах «Домашний компьютер», «Русский журнал», «Инфобизнес», «Cigar Clan», «Д-штрих» и др.
С октября 2014 года колумнист «Новой газеты».
В 2014 году совместно с супругой (филологом, литературным и научным редактором Анастасией Бондаренко) разработал ускоренный курс работы с информацией, который преподает в собственной Школе журналистики.
В 2004 году издал двухтомник «Как зовут вашего бога? Великие аферы XX века», где описал свыше двадцати финансовых афер, произошедших в США: от Панамского скандала и до дела Enron. Книга была переиздана в 2009 году. В 2005 году на основе двухтомника была издана аудиокнига. Дал ряд интерью российским телеканалам по данной теме.

## Книги
- Голубицкий С. М. Как зовут вашего Бога? Великие аферы XX века. — М.: Бестселлер, 2004. — Т. 1. — 336 с. — (Факультет). — ISBN 5-98158-008-9.
- Голубицкий С. М. Как зовут вашего Бога? Великие аферы XX века. — М.: Бестселлер, 2004. — Т. 2. — 304 с. — (Факультет). — ISBN 5-98158-009-7.
- Голубицкий С. М. Web Money. Ваш электронный кошелек. — М.: НТ Пресс, 2004. — 272 с. — (Самоучитель). — ISBN 5-477-00017-1.